# Ainara Andrea Acevedo Dudley
Ainara Acevedo (Rosario, 15 augustus 1991) is een scheidsrechter uit Spanje. Ze leidt sinds 2017 wedstrijden in de Spaanse Primera División Femenina. Sinds 2018 leidt ze voor de FIFA internationale wedstrijden.